# 5 avril 1973
Le jeudi 5 avril 1973 est le 95e jour de l'année 1973.

## Naissances
- Élodie Bouchez, actrice française
- Brendan Cannon, joueur de rugby australien
- Christophe Durand, pongiste français
- Guillermo Barros Schelotto, footballeur argentin
- Lidia Trettel, snowboardeuse italienne spécialisée dans le slalom
- Mauro Zanetti, cycliste italien
- Nicolas Tackian, scénariste français
- Peter Nicol, joueur de squash anglais
- Pharrell Williams, auteur, compositeur, chanteur, producteur et réalisateur artistique américain
- Seb Michaud, skieur freerider professionnel français
- Selva Almada, écrivain argentin
- Tony Banks, joueur de football américain
- Vanessa Demouy, actrice et mannequin française
- Yacine Douma, judoka français
- Yann Delaigue, joueur de rugby français
- Yutaka Kawaguchi, joueur japonais de hockey sur glace

## Décès
- David Murray (né le 28 décembre 1909), pilote automobile
- Franz Šedivý (né le 26 novembre 1888), peintre danois
- Giovanni Vecchina (né le 16 août 1902), footballeur italien
- Herbert Graf (né le 10 avril 1903), directeur de théâtre et metteur en scène d'opéra autrichien
- Roger Cousinet (né le 30 novembre 1881), pédagogue français

## Événements
- Pierre Messmer, Premier ministre français, forme son deuxième gouvernement.
- Brigitte Bardot annonce son arrêt définitif du cinéma au journal France-Soir.
- Création de la communauté de communes du canton de Torigni-sur-Vire